# Topolany
Obec Topolany se nachází v okrese Vyškov v Jihomoravském kraji. Obec leží v údolí říčky Hané přibližně 4 km východně od Vyškova v nadmořské výšce 235 m n. m. Žije zde 378 obyvatel. Je zde známý skanzen.

## Historie

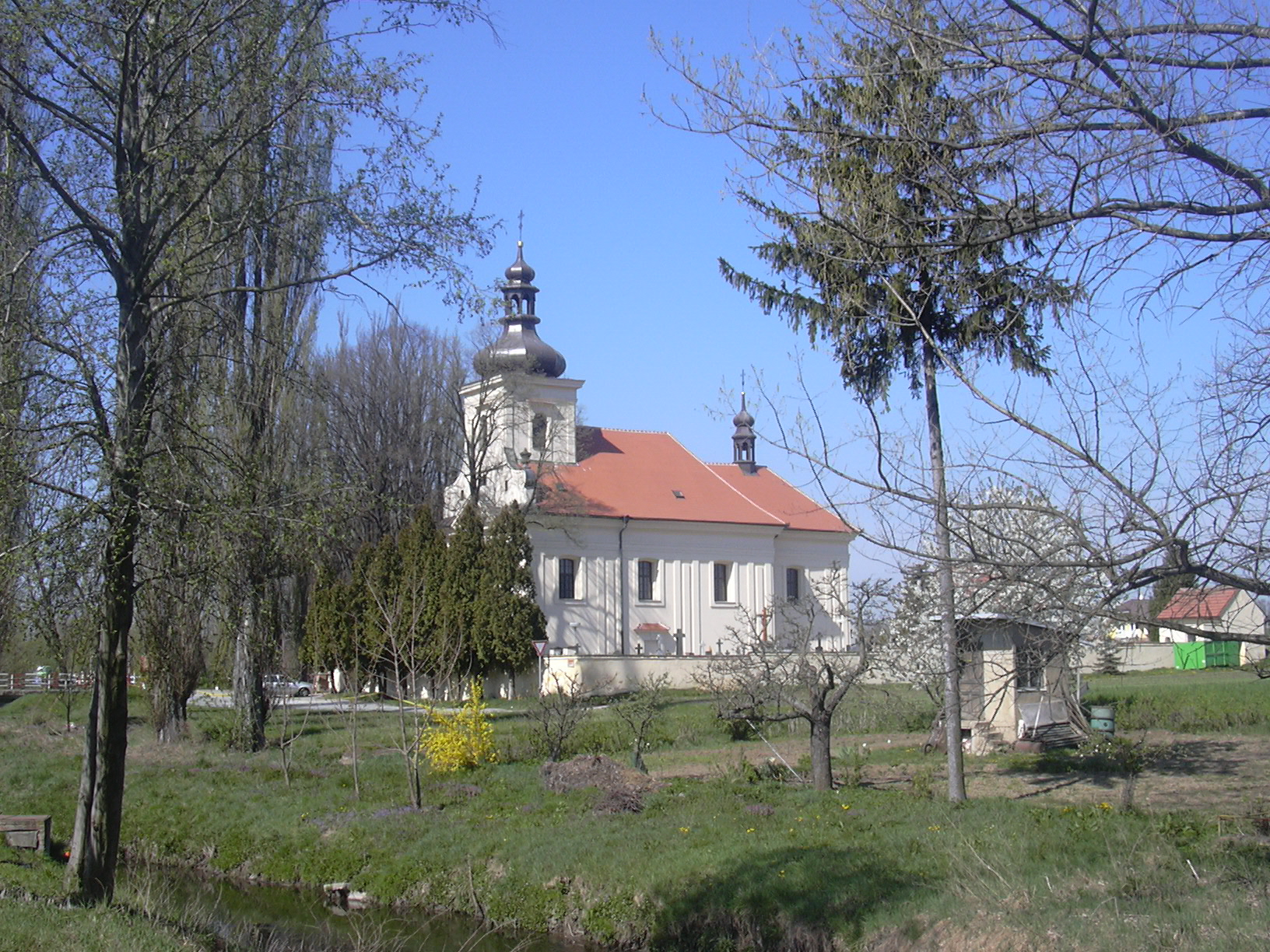
Kostel sv. Mikuláše

První písemná zmínka o obci pochází z roku 1349, kdy držel díl vsi Jarohněv z Buchlovic a jeho bratři Ruprecht a Stach z Buchlovic. Po Jarohněvově smrti přešel díl Topolan i s patronátem kostela do rukou markrabího Jošta, jenž jej roku 1407 nechal zapsat jistému Zichovi z Nadachlebic.
Dalšími držiteli dílce v Topolanech byli Hanuš z Mělčan a jeho syn Mikuláš, poté Bohdal z Bařic, jenž tento díl intabuloval roku 1447 Protivcovi ze Zástřizl. Roku 1521 po dalších dvou majitelích téhož rodu jsou Topolany vloženy pod správu pustiměřského kláštera, který od roku 1375 drží druhý díl Topolan. S celým klášterstvím tak přešla ves k panství vyškovskému. V roce 1592 zakoupilo město Vyškov v obci mlýn. Po třicetileté válce byla topolanská farnost administrativně vedena z Vyškova a to až do roku 1859, kdy byla opět zřízena samostatná topolanská farnost.
Od 1. ledna 1986 do 23. listopadu 1990 byla obec součástí města Vyškov. Dne 13. června 2015 se měly v obci konat nové obecní volby.

## Obyvatelstvo a náboženství
V obci k počátku roku 2016 žilo celkem 324  obyvatel. Z nich bylo 163  mužů a 161 žen. Průměrný věk obyvatel obce dosahoval 41,3% let. Dle Sčítání lidu, domů a bytů provedeném v roce 2011, kdy v obci žilo 321  lidí. Nejvíce z nich bylo (21,2%) obyvatel ve věku od 30 do 39  let. Děti do 14 let věku tvořily 14,3% obyvatel a senioři nad 70 let úhrnem 7,2%. Z celkem 275  občanů obce starších 15 let mělo vzdělání 41,1% střední vč. vyučení (bez maturity). Počet vysokoškoláků dosahoval 4% a bez vzdělání bylo naopak 1,1% obyvatel. Z cenzu dále vyplývá, že ve městě žilo 141 ekonomicky aktivních občanů. Celkem 89,4% z nich se řadilo mezi zaměstnané, z nichž 70,2% patřilo mezi zaměstnance, 2,1% k zaměstnavatelům a zbytek pracoval na vlastní účet. Oproti tomu celých 49,2% občanů nebylo ekonomicky aktivní (to jsou například nepracující důchodci či žáci, studenti nebo učni) a zbytek svou ekonomickou aktivitu uvést nechtěl. Úhrnem 132 obyvatel obce (což je 41,1%), se hlásilo k české národnosti. Dále 72 obyvatel bylo Moravanů a 9 Slováků. Celých 159 obyvatel obce však svou národnost neuvedlo. Z celkového počtu obyvatel se jich k víře hlásí 137 – k římskokatolické církvi 130 věřících.
Vývoj počtu obyvatel za celou obec i za jeho jednotlivé části uvádí tabulka níže, ve které se zobrazuje i příslušnost jednotlivých částí k obci či následné odtržení.
| Místní části   | Místní části  | 1869 | 1880 | 1890 | 1900 | 1910 | 1921 | 1930 | 1950 | 1961 | 1970 | 1980 | 1991 | 2001 | 2011 |
| -------------- | ------------- | ---- | ---- | ---- | ---- | ---- | ---- | ---- | ---- | ---- | ---- | ---- | ---- | ---- | ---- |
| Počet obyvatel | část Topolany | 338  | 429  | 395  | 435  | 447  | 460  | 468  | 437  | 424  | 373  | 304  | 274  | 290  | 321  |
| Počet domů     | část Topolany | 67   | 73   | 75   | 82   | 90   | 96   | 103  | 114  | 109  | 105  | 91   | 103  | 118  | 125  |

## Obecní správa a politika

### Zastupitelstvo a starosta
Obec náleží k Jihomoravskému kraji a je jednou z obcí okresu Vyškov. V místních volbách je voleno 7 členů obecního zastupitelstva, ti poté ze svých řad vybírají starostu a jednoho zástupce starosty.
Při volbách do městského zastupitelstva na funkční období 2006–2010 ve dnech 20. října a 21. října 2006 byla v Topolanech volební účast 70.66% s následujícími výsledky (obecní radu později vytvořili zástupci HNPD a KDU-ČSL):
| Volby 2006                           | Počet hlasů | Počet mandátů |
| ------------------------------------ | ----------- | ------------- |
| Hnutí na podporu dobrovolných hasičů | 785         | 5             |
| KDU-ČSL                              | 269         | 2             |

## Doprava
Územím obce prochází dálnice D1 a silnice I/47 v úseku Vyškov - Kroměříž. Dále jím vedou silnice III. třídy:
- III/04711 ze silnice I/47 do Křižanovic
- III/04712 ze silnice I/47 přes Topolany na Moravské Prusy

## Pamětihodnosti
- Kostel svatého Mikuláše je pozdně barokní kostel z roku 1761
- Památník padlých z 1. světové války,umístěný v parčíku na návsi byl odhalen 8. července 1923. Památník je doplněn deskou se jmény obětí druhé světové války.
- Památník padlých rudoarmějců, umístěný na hřbitově a odhalený 14. května 1960.

### Zajímavosti
- Na topolanském hřbitově je pochována matka Klementa Gottwalda.

## Osobnosti
- František Vymazal (1841–1917), filozof, lingvista a spisovatel
- Jan Sonnevend (uváděn i Sonevend či Sonnewend) (1880–1942), předseda pražské rady starších české pravoslavné církve, spolupracovník výsadkářů a atentátníků na Heydricha, mučedník a světec.

## Region

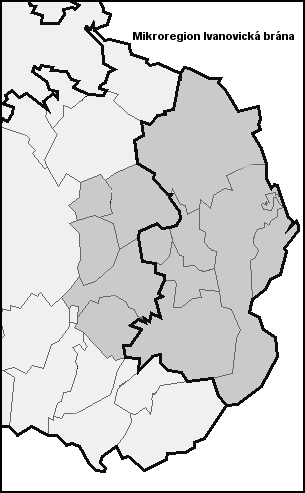

### Mikroregion Ivanovická brána
Svazek obcí mikroregionu Ivanovická brána byl zaregistrován 12. února 2004 a tvoří jej celkem 12 obcí: Ivanovice na Hané, Dětkovice, Hoštice-Heroltice, Křižanovice u Vyškova, Medlovice, Moravské Málkovice, Orlovice, Prusy-Boškůvky, Rybníček, Švábenice, Topolany a Vážany. Předmětem činnosti tohoto svazku obcí je vzájemná pomoc při řešení samosprávných, kulturních, environmentálních i hospodářských problémů a získávání finančních prostředků na podporu cestovního ruchu a projektů v regionu. Sídlem svazku obcí byl ustanoven Městský úřad v Ivanovicích na Hané. Nejvyšším orgánem svazku obcí je valná hromada, poté správní rada, dozorčí rada a jednatel.